# 异芒菊属
异芒菊属（学名：Blainvillea）是菊科下的一个属，为直立或3歧分枝草本植物。该属共有10种，分布于全球热带地区。